# محمدحسن نجفی
محمدحسن نجفی معروف به صاحب جواهر یا محمد حسن شریف اصفهانی یا محمد حسن نجفی اصفهانی (؟ –۲۲ خرداد ۱۲۲۹ ه‍.خ/۱ شعبان ۱۲۶۶ ه‍.ق) از فقهای شیعه و صاحب کتاب جواهر الکلام فی شرح شرایع الاسلام که بین روحانیان شیعه از ارزش بالایی برخوردار است. وی از سال ۱۲۶۲ ه‍.ق مرجعیت عامه شیعیان را بر عهده داشت.

## ولادت
تاریخ دقیق زادروز محمد حسن مشخص نیست ولی محمدرضا مظفر با استفاده از دو قرینه تاریخ ولادت ایشان را ۱۲۱۲هجری قمری دانسته‌اند.ولادت وی بر اساس تخمین بین سال‌های ۱۱۹۲ تا ۱۲۰۲ هجری قمری ذکر شده‌است. وی اصالتاً اهل اصفهان سده (خمینی‌شهر کنونی) و محلهٔ خوزان بود.

## خانواده
نسبش از طرف پدر به یک خانواده مذهبی از نجف و از مادر به بوالحسن فتونی از علمای اطراف حله می‌رسد. نیاکان محمدحسن همگی از علمای برجسته بوده‌اند. جد وی شیخ عبدالرحیم شریف از اصفهان به نجف هجرت کرد و دارای دو پسر به نام‌های آقا محمد کبیر و آقا محمد صغیر بود. عبدالرحیم شریف کبیر جد سوم محمدحسن به‌شمار می‌رود. وی از اصفهان راهی نجف شد و در آن جا ساکن گشت و از محضر عالمان برجسته‌ای استفاده کرد و نیز توانست مدارج عالی علمی را بگذراند. وی تا آغاز سدهٔ دوازدهم هجری که درگذشت در نجف باقی ماند. پدر محمدحسن با بانویی از سادات آل حجاب-که در حوالی حله بنام عذارات سکونت داشتند- ازدواج کرد.دختر آقا محمد کبیر، آمنه، به عقد پسر عمویش فرزند آقا محمد صغیر درآمد و حاصل این پیوند شیخ باقر نجفی، پدر محمدحسن بود. برادر صاحب جواهر، شیخ محمدحسین نیز از فضلای مشهور نجف بود و در ابتدای جوانی به اشتباه به قتل رسید.
وی هشت پسر و چند دختر داشت که مشهورترین آنها از این قرارند:
- محمد، معروف به «حُمیّد» بزرگ‌ترین و برجسته‌ترین فرزند، که مدرس و امام جماعت بود و در زمان حیات پدر در سال ۱۲۱۳ هجری خورشیدی درگذشت.
- عبدالحسین، فقیه بزرگوار و مشهور به علامه.
- حسین، ادیب و شاعری ماهر و فاضل.
- حسن، از علما و فقهای روزگار خویش بود.

## تحصیلات
وی تحصیلات ابتدایی خود را نخست نزد استادانی چون سید حسین شقرایی عاملی درگذشتهٔ ۱۲۳۰ ه‍.ق و شیخ قاسم آل محی الدین درگذشتهٔ ۱۲۳۸ه‍.ق و شیخ حسن درگذشتهٔ ۱۲۵۰ سپری کرد. در حوزهٔ نجف نیز توانست از محضر کسانی چون افراد زیر استفاده کند:
- سید جواد عاملی
- شیخ موسی کاشف الغطاء

وی هنگامی که تنها ۲۵ سال داشت نوشتن کتاب جواهر الکلام را آغاز کرد و طی ۳۲ سال این کتاب را که به عنوان دائرةالمعارف فقه شیعه شمرده می‌شود نوشت.

### حرکت علمی در نجف و ریاست حوزهٔ نجف
با گسترش اندیشهٔ اخباری‌گری، اندیشهٔ مجتهدان اصولی اندک‌اندک در انزوا و خُمول قرار گرفت. با ظهور وحید بهبهانی بار دیگر مکتب اصولی رشد یافت و سید مهدی بحرالعلوم و شیخ جعفر کاشف الغطاء به عنوان دو شاگرد بهبهانی، مکتب و اندیشه‌های استاد را گستراندند. پس از درگذشت جعفر کاشف الغطاء و فرزندانش، ریاست حوزه علمیه در اختیار محمدحسن نجفی قرار گرفت. در این میان بسیاری از علمای شیعه از وی حمایت کردند که در این میان می‌توان از کسانی همچون ملا کتاب، محسن خنفر، محسن اعسم، خضر شلال، مشکور حولاوی و حسن صاحب انوارالولایه و فرزند کاشف الغطاء نام برد.

## مکتب فقهی صاحب جواهر
مکتبی فقهی که محمدحسن از آن پیروی می‌کرد و تا زمان شاگرد برجستهٔ وی، شیخ انصاری نیز کماکان ادامه داشت وارد کردن قواعد اصولی در شیوه استنباط و اجتهاد است. در مقابل مکتب فقهی جواهر اخباری‌گری قرار داشت که معتقد بود یگانه منبع استنباط فقه شیعه باید کتاب و سنت باشد؛ و وارد کردن قاعده‌های اصولی برای عمل اجتهاد امری باطل است. در دوره‌ای که وی می‌زیست به‌تدریج جریان اخباری‌گری رواج می‌یافت. کتاب جواهر به عنوان نمایندهٔ اندیشهٔ اصولی و نیز اجتهاد اصولی دقیقاً در برابر کتاب حدائق الناظره شیخ یوسف بحرانی قرار می‌گیرد. وی از استقلال سیاسی مسلمانان و نفی سلطهٔ کافران بر سرزمین‌های اسلامی بر اساس قواعد فقهی دفاع می‌کند؛ مثلاً در مورد مرتفع نبودن منازل کفار نسبت به مسلمانان بر این باور است که نباید بنای ساختمان کافر از ساختمان مسلمان بلندتر باشد که مبتنی بر بلندمرتبگی مسلمان است. وی همچنین معتقد است که فروش بندهٔ مسلمان به شخص کافر صحیح نیست. از موارد دیگری که محمدحسن نجفی در فقه سیاسی بدان باور دارد، ظلم‌ستیزی است. در نظر وی، وجوب رفع ظلم و حکم کردن به عدل حتی در داوری بین یک مسلمان و غیرمسلمان نیز باید رعایت شود.

## فقه سیاسی
همچنین می‌توان قواعد فقه سیاسی را نزد وی در محورهای زیر بیان کرد:

### اسلام، دین سادگی
وی بر این باور بود که اسلام بنای احکام خود را بر سماحت و سهولت نهاده‌است، البته به شرطی که این سادگی سبب تساهل و آسان‌بینی نشود. چرا که در این صورت سهل‌انگاری و بی‌اعتنایی انجام شده‌است؛ بنابراین در صورت نبود عُسر و حَرَج، احکامی که متوجه مکلفین است نباید با بی‌توجهی و بی‌اعتنایی روبه‌رو شوند.

### حرام بودن کمک به جور و گناه
یکی از اصول مهم در علم اصول فقه، اصل حرمت اعانت بر اِثم و عُدوان است. بر اساس روح کلی حاکم بر فقه اسلامی، نه تنها اصل گناه مورد نهی است بلکه کمک به انجام‌دهی گناه نیز از مصادیق جرم به‌شمار می‌آید. بر این اساس صاحب جواهر معتقد است که کمک کردن هر گناهکاری در انجام دادن گناهش دارای حرمت ضروری است و به بیان ساده اگر به گناهکاری در گناه کردن یاری شود، این کمک ضرورتاً حرام و نهی شده‌است. بر همین اساس وی معتقد است که نمی‌توان به کفار اجازهٔ ساخت معابد در شهرهای اسلامی را داد، چرا که عبادت آن‌ها از نظر اسلام باطل است.

### ولایت فقیه
محمدحسن نجفی دربارهٔ ولایت فقیه در کتاب جواهر الکلام می‌گوید: «کسی که در ولایت فقیه وسوسه کند، طعم فقه را نچشیده‌است و معنا و رمز کلمات معصومین را نفهمیده‌است.»

### مصلحت‌اندیشی و تدبیر
از نظر صاحب جواهر یکی از اموری که سبب پویایی فقه می‌شود، بودن عناصری است که برخاسته از مصلحت‌اندیشی و تدبیر است. این عناصر از نظر وی موجب حفظ جامعهٔ شیعه می‌شود و آن را در شرایط سخت هدایت می‌کند. با دخالت دادن این امور و عناصر در اجتهاد، فقیه مجتهد همیشه خود را به‌روز نگاه می‌دارد و بر اساس شرایط زمان و مکان حکم می‌کند.

#### رعایت مقتضای زمان و مکان
رعایت مقتضای زمان و مکان نزد صاحب جواهر را می‌توان در مسائل مختلفی مشاهده کرد؛ مثلاً در باب اجبار کردن محتکر به فروش کالای احتکار شده، وی اعتقاد دارد که باید نه تنها محتکر را مجبور به فروش کالا کرد بلکه اجماع نیز بر آن دلالت دارد. این اجبار از مصلحت عامه و عموم مردم ناشی می‌شود چنان‌که بر این اساس تسلط فرد بر اموالش که یکی از قواعد مسلم فقه است با مصلحت عامه در تعارض می‌افتد و تسلط فرد در مقابل مصلحت عامه نادیده انگاشته می‌شود.

#### تقیه
واژهٔ تقیه از لحاظ ساختار صرفی، اسم مصدر است و فعل آن یا تقِی یتْقی از ثلاثی مجرد یا إتقی یتّقی ثلاثی مزید است. اهل لغت تقیه را از ماده وقی یقی بمعنای «حفظ و صیانت از آزار و اذیت» دانسته‌اند. ابن منظور در لسان العرب می‌گوید: «وقاه الله وقایَة و واقیة، ای صانه».

## آثار و تألیفات
- الرسالة العملیة: به فارسی نوشته و از کتاب «نجاة العباد» گرفته شده‌است[۱۷]
- رسالة فی الزکاة والخمس[۱۸]
- نجاة العباد فی یوم المعاد: رسالهٔ عملیه و فتواهای فقهی
- هدایة الناسکین: رساله‌ای دربارهٔ حج[۱۹]
- جواهر الکلام فی شرح شرایع الاسلام[۲۰]

باید توجه داشت که آثار الشیعة الامامیة تألیف نوادهٔ ایشان، یعنی عبدالعزیز جواهر کلام است.

## شاگردان
به دلیل صلح میان دولت‌های عثمانی و ایرانی در آن زمان، بسیاری از شاگردان صاحب جواهر ایرانی بوده‌اند. برخی از شاگردان وی از این قرارند:
- سید ابراهیم شریفی سبزواری
- ملا محمد اشرفی (۱۱۸۳ خ - ۱۲۷۶ خ) از مراجع تقلید
- سید ابراهیم لواسانی
- شیخ ابراهیم شیروانی
- سید ابوطالب حسینی همدانی
- سید ابوتراب قزوینی
- شیخ احمد دجیلی
- شیخ احمد بن محمدبن فیض کاشانی
- سید اسدالله اصفهانی
- میرزا باقر شکی
- شیخ جعفر تهرانی
- میرزا جعفر تبریزی صاحب شرایع
- میرزا حبیب‌الله رشتی صاحب بدایع الافکار
- حسن نجم‌آبادی
- شیخ حسن ابن جمال الدین فلاحی
- سید حسین بحرالعلوم طباطبایی
- میرزا صفا
- زین العابدین حائری مازندرانی
- عبدالحسین تهرانی مشهور به شیخ‌العراقین[۲۲]
- ملا عبدالجواد کرمانشاهی
- حسن محسنی
- موسی محسنی

## درگذشت
وی در تاریخ یکم شعبان سال ۱۲۶۶ ه‍.ق (۲۲ خرداد ۱۲۲۹ ه‍.خ) درگذشت. تاریخ مرگ را به حروف ابجد «بین الانام یتیمان جواهره» بیان کرده‌اند که طبق حروف ابجد همان ۱۲۶۶ است.